# Bahnhof St. Gallen St. Fiden

Der Bahnhof St. Gallen St. Fiden ist nach dem Bahnhof St. Gallen der zweitwichtigste Bahnhof der Stadt St. Gallen. Auf seinem Bahnhofgebiet zweigt die ehemalige Bodensee-Toggenburg-Bahn (BT) nach Romanshorn von der ursprünglich der Sankt Gallisch-Appenzellischen Eisenbahn (SGAE) gehörenden Strecke nach Rorschach ab. Der Bahnhof befindet sich seit 1902 in Eigentum der SBB.

## Lage
Der Bahnhof liegt nordöstlich der Innenstadt im gleichnamigen Stadtteil St. Fiden und ist mit dem 1466 Meter langen Rosenbergtunnel mit dem St. Galler Hauptbahnhof verbunden. Direkt neben dem Bahnhof verläuft die Autobahn A1, ein Anschluss St. Fiden ist unmittelbar westlich des Bahnhofs erstellt worden. Der Bahnhof hat seine Bedeutung weniger als Umsteigeknoten, sondern wegen seiner Nähe zu diversen Einrichtungen und Gebäuden. So befindet sich beispielsweise das St. Galler Kantonsspital in Bahnhofsnähe, genauso wie die Messehallen der Olma-Messen St. Gallen, weswegen dem Bahnhof während der Messe starke Bedeutung zukommt. Bis 2008 war er zudem noch für Fussballfans bedeutend, da das ehemalige Espenmoos-Stadion des FC St. Gallen sich oberhalb des Bahnhofs St. Fiden befand.

## Gleisanlage

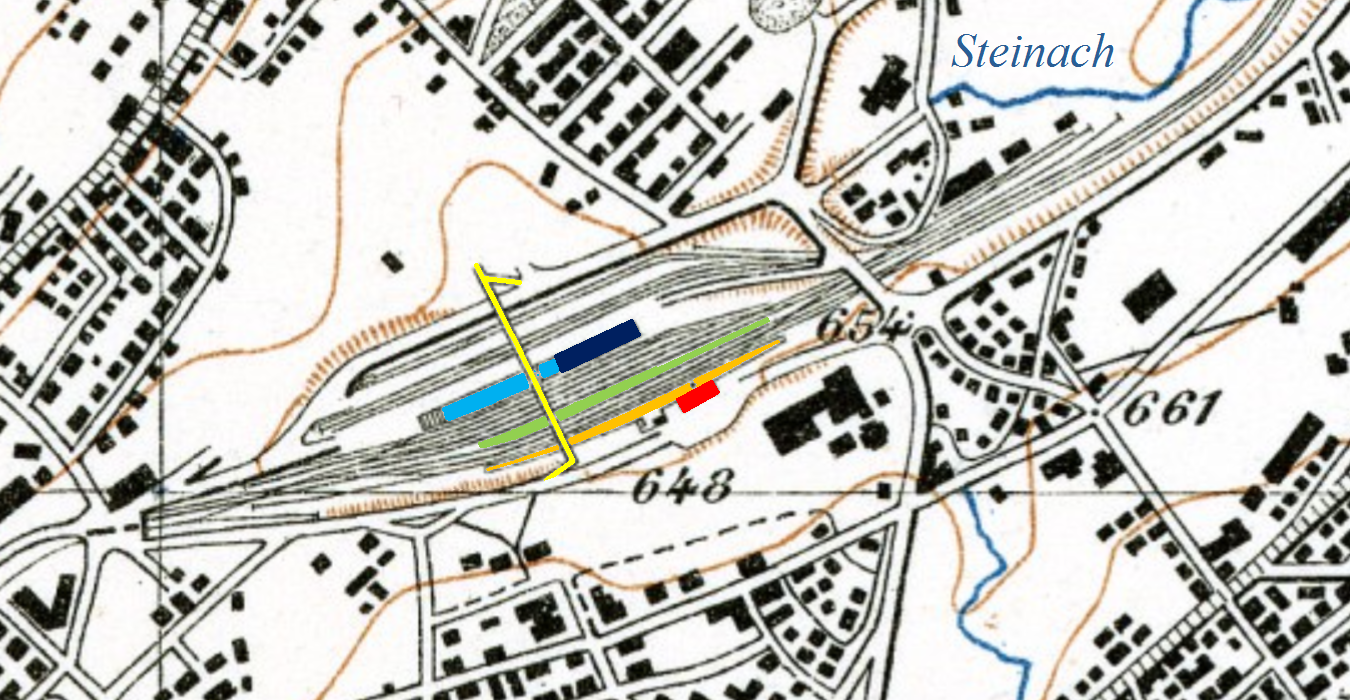
Gleisplan mit Aufnahmegebäude (rot), Seitenperron (orange), Mittelperron (hellgrün), Passerelle (gelb), Güterschuppen (dunkelblau) und Freiverlad (hellblau) im Jahr 1912. Die Gleisanlagen wurden seit der Inbetriebnahme nicht wesentlich verändert.

Die Gleisanlage inklusive Industrieanschlüsse umfasst dreizehn Schienenstränge, wovon drei dem Personenverkehr vorbehalten sind. Das Gleis 1 liegt am Seitenbahnsteig, während zwischen den Gleisen 3 und 4 ein Mittelbahnsteig angebracht ist. Gleis 2 war ein bahnsteigloses Durchgangsgleis, bis 2011 auf der Ostseite die Weichenverbindung abgebaut wurde. Die anderen Gleise werden seit dem Rückgang des einst mächtigen Güterverkehrs vom Baudienst zum Abstellen von Zügen und Waggons verwendet. Die fünf Gleise nördlich des Güterschuppens sind über ein Ausziehgleis in nordöstlicher Richtung erreichbar. Die grosszügigen Gleisanlagen werden einerseits von der Splügenstrasse und andererseits von einer Passarelle niveaufrei gequert. Am nördlichen Ende der Passarelle befindet sich eine Migros-Filiale.
Die aus Wittenbach kommenden Züge halten auf Gleis 1, die aus Rorschach auf Gleis 3. Gleis 4 wird für die Gegenrichtung sowohl für die Fahrt nach Wittenbach als auch nach Rorschach benutzt.

## Geschichte

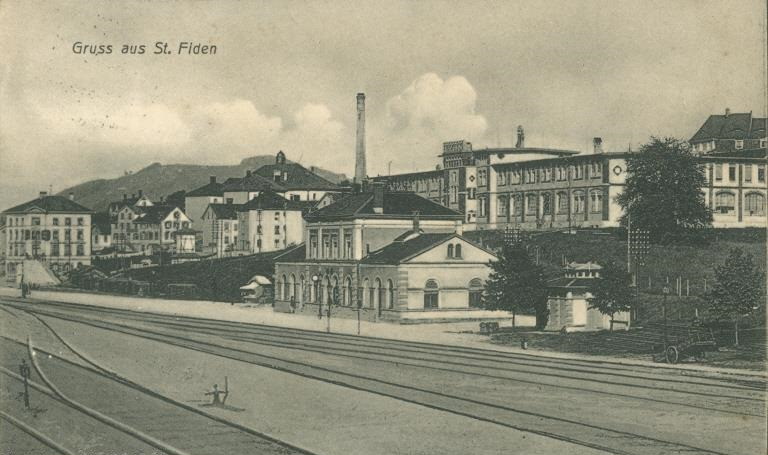
Aufnahmegebäude im Jahr 1911. Der Mittelperron und die Bahnsteigüberdachungen sind noch nicht gebaut.

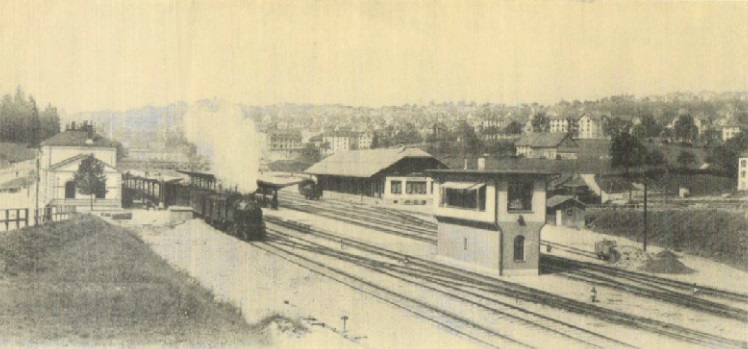
Bahnhof St. Fiden auf einer Postkarte aus dem Jahr 1912. Rechts im Bild das Wärterstellwerk Nr. I, dahinter der Güterschuppen. Auf Gleis 1 steht ein zur Abfahrt bereiter Zug der Bodensee-Toggenburg-Bahn nach Romanshorn.

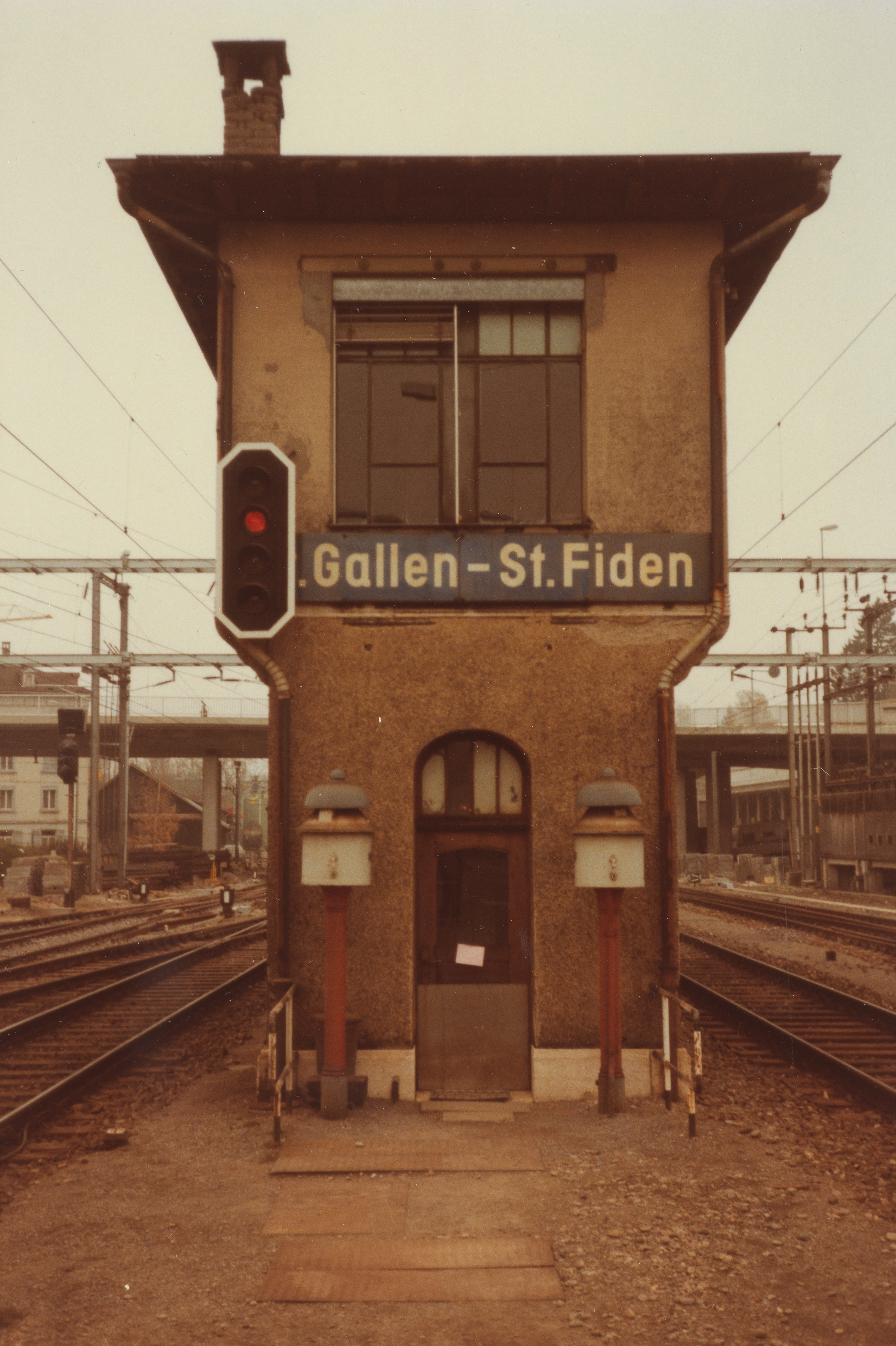
Stellwerk I im Jahr 1983

1856 eröffnete die Sankt Gallisch-Appenzellische Eisenbahn (SGAE) die Bahnstrecke von Rorschach nach St. Gallen und damit auch den Bahnhof St. Fiden, der damals jedoch nur eine Dienststation war. Die Verbindung zum Hauptbahnhof St. Gallen war damals in offener Linienführung mit der Blumenaubrücke hergestellt worden. Die SGAE ging 1857, nur ein Jahr nach der Eröffnung, in den Vereinigten Schweizerbahnen (VSB) auf, welche 1902 zusammen mit den anderen Privatbahnen NOB, JS und SCB zur SBB verstaatlicht wurden.
Anfänglich war für den Bahnhof der Name Buchenthal vorgesehen gewesen. 1876 erhielt er von den VSB den Status als Güterbahnhof, ehe er 1891 für den Personenverkehr eingeweiht wurde. Im Zuge auf die Eröffnung der Bahnstrecke zwischen Romanshorn und St. Fiden der Bodensee-Toggenburg-Bahn (BT) 1910 wurde der Bahnhof in Etappen zwischen 1908 und 1915 erweitert. Im Zuge dieser Erweiterung erhielt der Bahnhof den heute noch bestehenden Mittelbahnsteig sowie einen Güterschuppen und den Freiverlad. Die Strecke nach Romanshorn konnte nach diversen Bauverzögerungen wegen Unfällen und Erdrutschen erst am 1. Oktober 1910 eröffnet werden, zwei Tage später begann der fahrplanmässige Betrieb. Bis 2011 wurde das Gleis 1 von den Zügen der BT von und nach Romanshorn benutzt, während die Gleise 3 und 4 dem Verkehr nach Rorschach und ins Rheintal dienten.
Da wegen der BT auch mit einer Verkehrszunahme zum St. Galler Hauptbahnhof gerechnet werden musste und die einspurige offene Strecke den Anforderungen nicht gewachsen war, entschieden die SBB, den 1466 Meter langen doppelspurigen Rosenbergtunnel zu bauen. Er wurde nach vierjähriger Bauzeit 1912 eröffnet und die alte Strecke stillgelegt. Ein Reststück wurde noch jahrzehntelang als Anschlussgleis benutzt. Relativ parallel zum Bahntunnel führt seit 1987 der gleichnamige Strassentunnel der A1.
Das elektromechanische Stellwerk mit den beiden Wärterstellwerken wurde 1984 durch ein Drucktastenstellwerk der Bauart Domino 67 ersetzt. Im Sommer 2011 wurde die sogenannte Spange SOB, eine rund 300 Meter lange Verbindungslinie zwischen der gleichzeitig erbauten SBB-Doppelspur St. Fiden–Engwil und dem Bruggwaldtunnel in Betrieb genommen. Sie erhöht die betriebliche Flexibilität gegenüber den früheren getrennten Einspurgleisen von SBB und BT wesentlich.

## Verkehr
Der Bahnhof St. Fiden wird von fünf Linien der S-Bahn St. Gallen und zwei Nachtlinien erschlossen:
- S 1 Wil – Gossau SG – St. Gallen –  Romanshorn – Kreuzlingen – Schaffhausen (Thurbo)
- S 2 Nesslau-Neu St. Johann – Herisau – St. Gallen – Rorschach – St. Margrethen – Altstätten (Thurbo)
- S 4 Rapperswil – Uznach – Wattwil – Herisau – St. Gallen – Rorschach – St. Margrethen – Sargans (SOB) (verkehrt als S17 via Ziegelbrücke weiter nach Rapperswil)
- S 5 Weinfelden – Sulgen – Gossau SG – St. Gallen – Rorschach – St. Margrethen (Thurbo)
- S 82 St. Gallen – Wittenbach (Thurbo) (während den Hauptverkehrszeiten)
- SN St. Gallen – Romanshorn (Thurbo) (Nachtlinie)
- SN St. Margrethen – Rorschach – St. Gallen – Gossau SG – Wil – Winterthur (Thurbo) (Nachtlinie)

Beim Bahnhof befindet sich eine Haltestelle der Autobuslinien 9 und 11 der Verkehrsbetriebe St. Gallen (VBSG).
Durchschnittlich stiegen 2018 im Bahnhof St. Fiden täglich 2614 Bahnreisende ein und aus.
Früher wurde St. Fiden auch von Fernverkehrszügen bedient. Bis 2013 hielten jeweils stündlich der Rheintal-Express REX  und der Voralpen-Express VAE . Der Voralpen-Express verkehrt seither nur noch bis St. Gallen und der ehemalige Rheintal-Express wurde zwischen Rorschach und St. Gallen beschleunigt und verkehrt neu als 13 bis Zürich HB verlängert.